# Gjeravicë

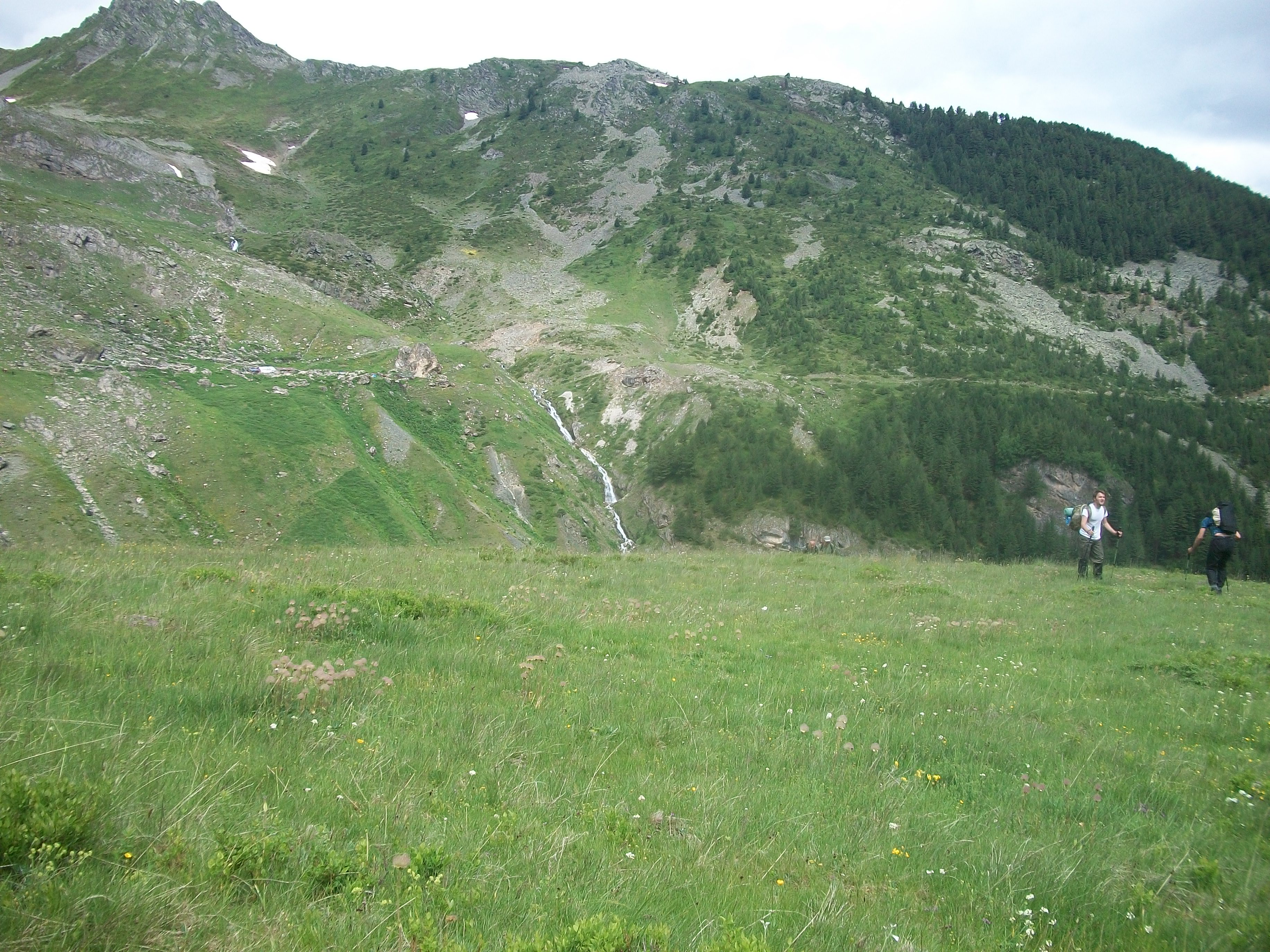
Gjeravicë

De Gjeravicë (bepaalde vorm: Gjeravica; Servisch Ђеравица, Đeravica) is de op een na hoogste berg van Kosovo en is onderdeel van de Albanese Alpen.  
De Gjeravicë grenst aan Albanië, de grenslijn loopt door het zuidelijke dal van de berg. Hij ligt in een dunbevolkt gebied, hemelsbreed op een kleine twintig kilometer zuidzuidwest van de stad Pejë. De top ligt op 2656 meter boven de zeespiegel. Er voeren twee routes naar toe, die niet bijzonder steil zijn en geen alpinistenuitrusting vereisen.

## Mijnen
Doordat dit gebied onderdeel van een grensgeschil tussen Servië en Albanië is geweest, hebben er in dit gebied landmijnen gelegen, volgens de Kosovo Force vooral op de westflank van de berg. Deze zijn opgeruimd, maar het is mogelijk dat er buiten de paden exemplaren achtergebleven zijn.

## Fotogalerij

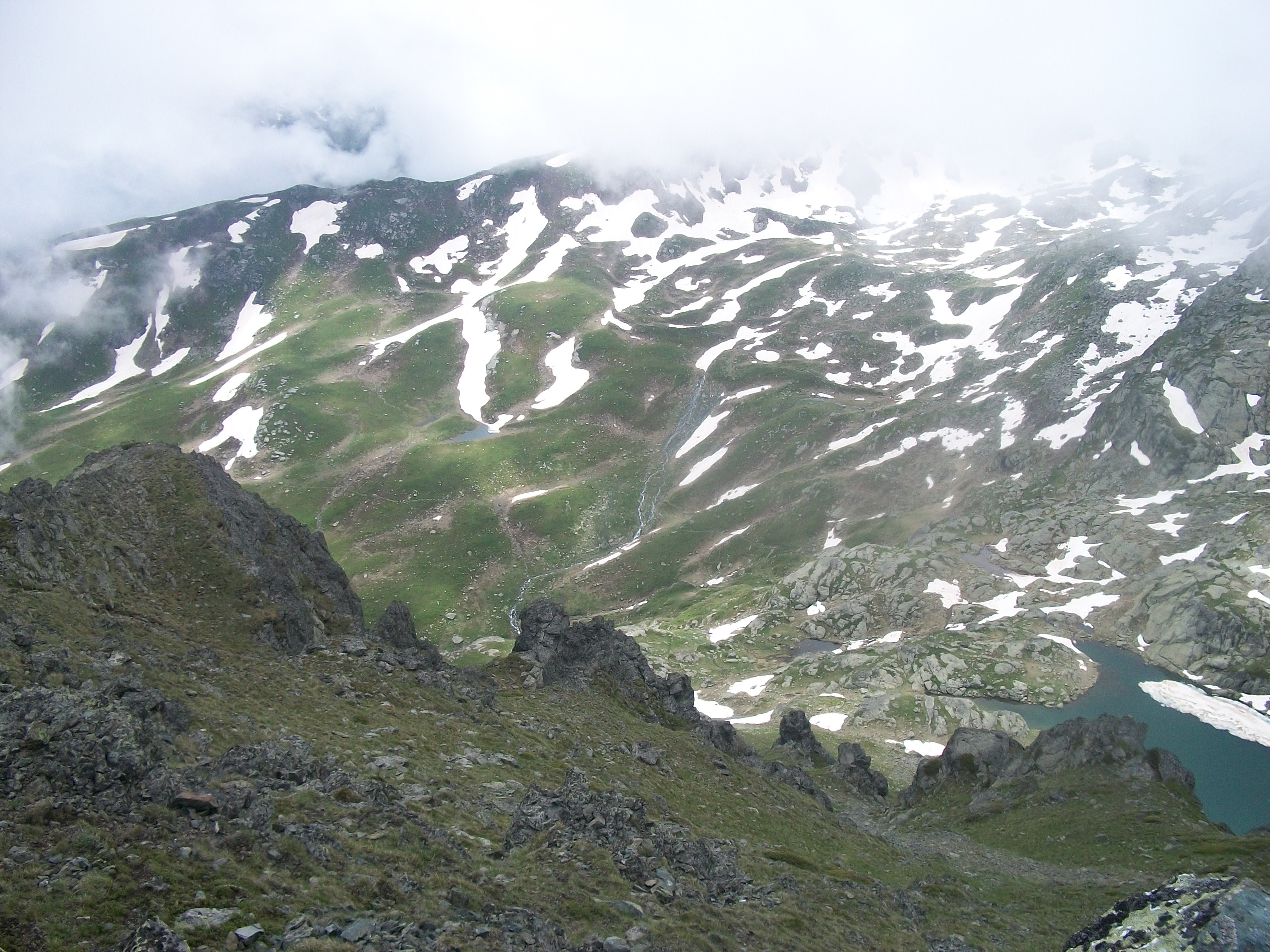
Uitzicht vanop de Gjeravicë
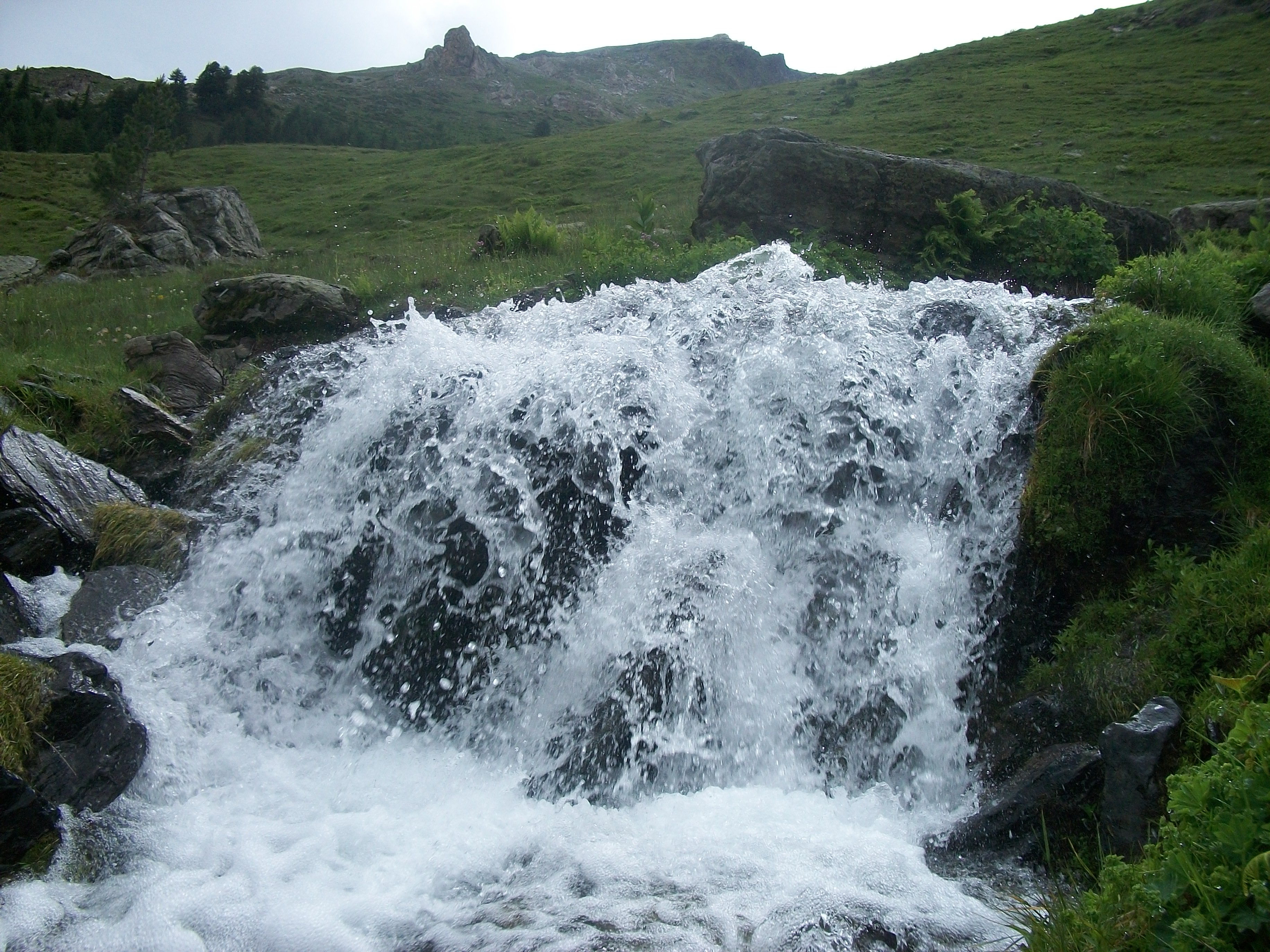
De Erenikrivier
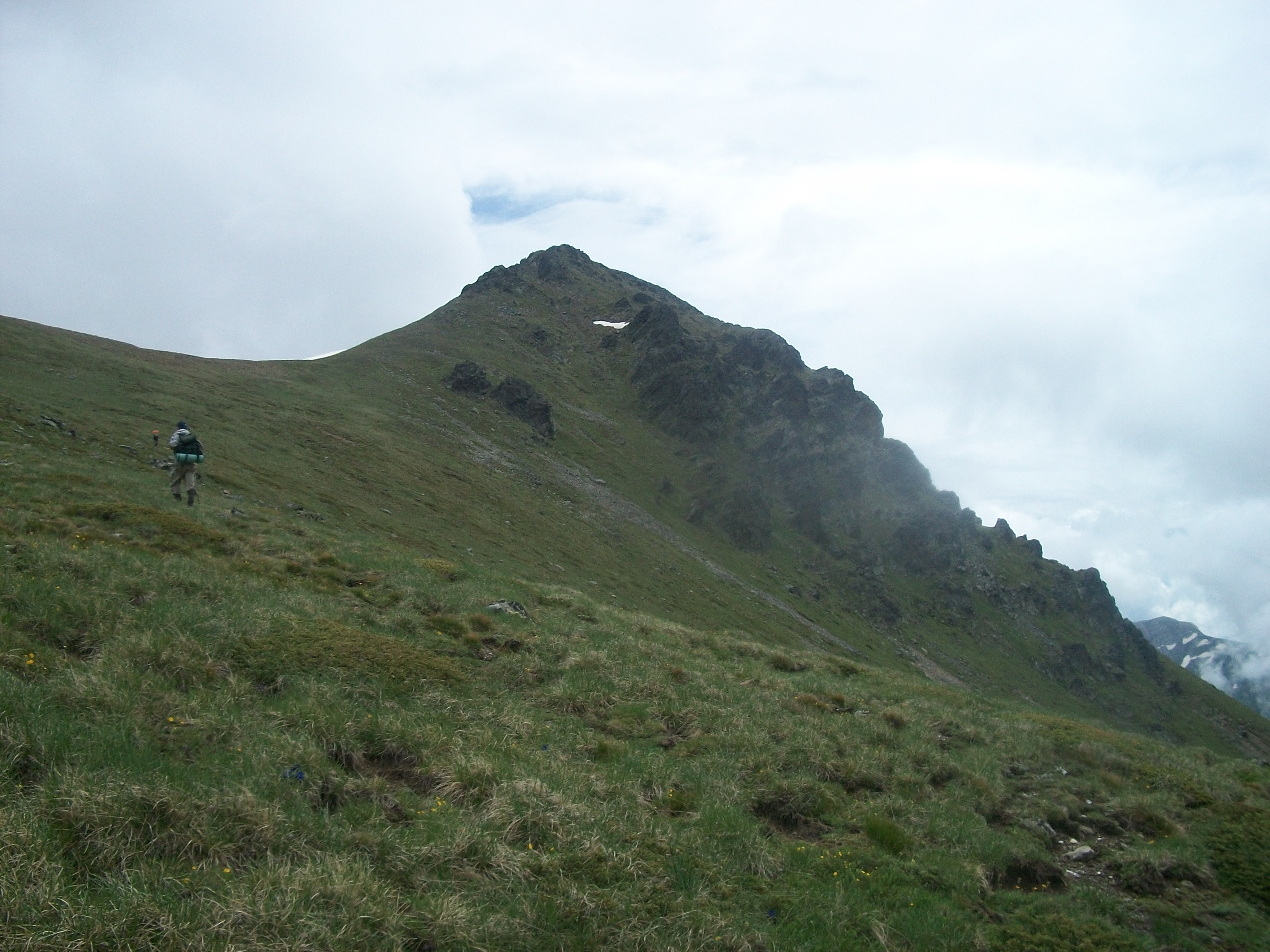
De top
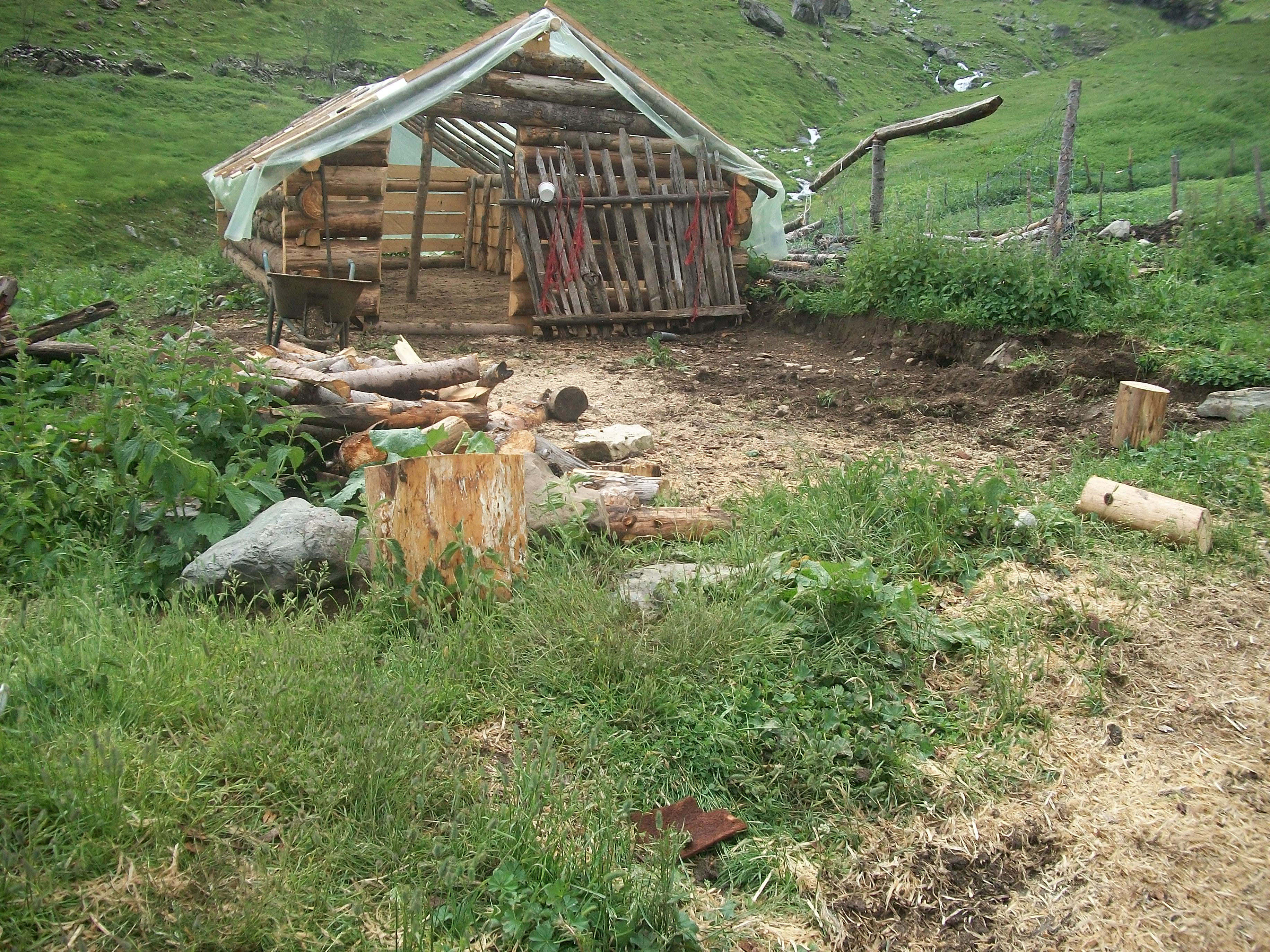
Een hut in het dal bij de Gjeravicë